# 612
| [ Edytuj tabelę ]          |                                              |
| Cesarz Bizancjum           | - 610 Herakliusz 641                         |
| Cesarz Chin                | - 604 Sui Yangdi 618                         |
| Król Essexu                | - 604 Saebert 616                            |
| Król Franków               | - 584 Chlotar II 629                         |
| Król Franków w Austrazji   | - 595 Teudebert II 612 - 612 Teuderyk II 613 |
| Cesarz Japonii             | - 592 Suiko 628                              |
| Król Kentu                 | - 560 Ethelbert I 616                        |
| Patriarcha Konstantynopola | - 610 Sergiusz I 638                         |
| Władca Korei               | - 590 Yŏngyang 618                           |
| Król Longobardów           | - 590 Agilulf 616                            |
| Papież                     | - 608 Bonifacy IV 615                        |
| Król Persji                | - 590 Chosrow II Parwiz 628                  |
| Król Wizygotów             | - 610 Gundemar 612 - 612 Sisebut 621         |

Rok 612 / DCXII
stulecia: VI wiek ~
VII wiek ~
VIII wiek

lata: 602 «
607 «
608 «
609 «
610 «
611 «
612
» 613
» 614
» 615
» 616
» 617
» 622

## Wydarzenia
Azja
- Chiny dynastii Sui najechały na Koreę. Koreańczycy z Koguryŏ rozbili znacznie liczniejszą armię chińską w bitwie nad rzeką Salsu.
- W Japonii koreański tancerz Mimashi po raz pierwszy zaprezentował gigaku – widowisko o charakterze procesji religijnej połączonej z popisami tanecznymi i pantomimicznymi przy akompaniamencie muzycznym.

Europa
- Król Teudebert II zostaje pokonany przez swojego brata Teuderyka II pod Toul (północno-wschodnia Francja). Zostaje schwytany w bitwie i po zabraniu jego królewskich przyborów zostaje przekazany swojej babce Brunhildzie. Osadzono go w klasztorze, gdzie został ścięty wraz ze swym rocznym synem Meroweuszem. Teuderyk w wieku lat 25, zostaje jedynym władcą Austrazji i Burgundii.
- Sisebut zostaje następcą Gundemara na tronie Wizygotów. Rozpoczyna kampanię przeciwko pozostałościom Cesarstwa Bizantyńskiego w Hiszpanii.[1]

Religia
- Iryjski eremita Gaweł założył w Lesie Arbońskim (dzis. Szwajcaria) pustelnię, z której rozwinęło się później benedyktyńskie opactwo Sankt Gallen.
- Iryjski misjonarz Kolumban Młodszy ufundował klasztor w Bobbio we Włoszech.
- Gąbka (Narzędzie Męki Pańskiej) zostaje przywieziona z Palestyny do Konstantynopola.
- Arnulf z Metzu, doradca Teudeberta II, zostaje biskupem Metzu.

Mezoameryka
- Sak K’uk objęła tron majańskiego miasta-państwa Palenque.

## Urodzili się
- 3 maja – Konstantyn III, cesarz bizantyński (zm. 641).

 data przybliżona:
- Germaniusz z Granfelden, frankoński opat (zm. 675)
- Oswiu, król Nortumbrii (zm. 670)

## Zmarli
- 6 marca - Janaab Pakal, majański szlachcic i członek rodziny władców Palenque
- 8 sierpnia – Ajen Yohl Mat, władca Palenque.
- 13 sierpnia – Fabia Eudokia, cesarzowa bizantyńska.
- Áed IV Uaridnach, król Irlandii
- Berta, królowa Kentu.
- Conall Laeg Breg, król Bregi (Irlandia)
- Gundemar, król Wizygotów.
- Teudebert II, król frankijski w Austrazji.